# Naumachocrinus
Naumachocrinus is een geslacht van haarsterren uit de familie Bathycrinidae.

## Soort
- Naumachocrinus hawaiiensis A.H. Clark, 1912